# (2233) Kuznetsov
(2233) Kuznetsov es un asteroide perteneciente al cinturón de asteroides, descubierto el 3 de diciembre de 1972 por la astrónoma ucraniana Liudmila Zhuravliova desde el Observatorio Astrofísico de Crimea (República de Crimea).

## Designación y nombre
Designado provisionalmente como 1972 XE1. Fue nombrado Kuznetsov en honor al agente de inteligencia soviético Nikolái Ivánovich Kuznetsov.